# Hoa hậu Siêu quốc gia 2011
Hoa hậu Siêu quốc gia 2011 là cuộc thi Hoa hậu Siêu quốc gia lần thứ 3 được tổ chức tại thành phố Plock, Ba Lan vào ngày 26 tháng 8 năm 2011. Hoa hậu Siêu quốc gia 2010 - Karina Pinilla từ Panama đã trao vương miện cho người kế nhiệm, cô Monika Lewczuk đến từ Ba Lan.

## Kết quả

### Thứ hạng
| Kết quả                    | Thí sinh |
| -------------------------- | --- |
| Hoa hậu Siêu quốc gia 2011 | - Ba Lan – Monika Lewczuk |
| Á hậu 1                    | - Belarus – Liudmila Yakimovich |
| Á hậu 2                    | - Puerto Rico – Valery Vélez Cuevas |
| Á hậu 3                    | - Việt Nam – Daniela Nguyễn Thu Mây |
| Á hậu 4                    | - Hoa Kỳ – Krystelle Khoury |
| Top 20                     | - Brazil – Suymara Barreto Parreira - Colombia – Tania Zuluaga Candamil - Cộng hòa Séc – Aneta Grabcová - Cộng hòa Dominican – Sofinel Baez Santos - Pháp – Analisa Kebaili - Polynésie thuộc Pháp – Mihilani Teixeira - Hungary – Agnes Konkoly - Iceland – Gudrun Runarsdottir - Ấn Độ – Michelle Almeida (§) - Latvia – Eva Caune - Liban – Daniella Rahme - Panama – Lidia Elena McNulty Espino - Slovenia – Suzana Matic - Nam Phi – Dhesha Jeram - Ukraine – Natalia Sitnikova |

§ – Thí sinh chiến thắng giải thưởng Miss Internet

### Thứ tự công bố
| 1. Belarus 2. Brazil 3. Colombia 4. Cộng hòa Séc 5. Cộng hòa Dominica 6. Pháp 7. Polynésie thuộc Pháp 8. Hungary 9. Iceland 10. Ấn Độ 11. Latvia 12. Liban 13. Panama 14. Ba Lan 15. Puerto Rico 16. Slovenia 17. Nam Phi 18. Ukraine 19. Hoa Kỳ 20. Việt Nam |

### Hoa hậu châu lục
| Danh hiệu                                     | Thí sinh                                  |
| --------------------------------------------- | ----------------------------------------- |
| Hoa hậu Siêu quốc gia châu Phi                | - Nam Phi – Dhesha Jeram                  |
| Hoa hậu Siêu quốc gia châu Mỹ                 | - Cộng hòa Dominica – Sofinel Baez Santos |
| Hoa hậu Siêu quốc gia châu Á & châu Đại dương | - Ấn Độ – Michelle Almeida                |
| Hoa hậu Siêu quốc gia châu Âu                 | - Pháp – Analisa Kebaili                  |

## Các giải thưởng đặc biệt
| Giải thưởng         | Thí sinh                                   |
| ------------------- | ------------------------------------------ |
| Best Body           | - Thụy Điển – Sara Weidenblad              |
| Best National Dress | - Brasil – Sumayra Barreto Perreira        |
| Miss Elegance       | - Cộng hòa Dominica – Sofinel Baez Santos  |
| Miss Friendship     | - Hồng Kông – Elain Ng                     |
| Miss Internet       | - Ấn Độ – Michelle Almeida                 |
| Miss Personality    | - Polynésie thuộc Pháp – Mihilani Teixeira |
| Miss Photogenic     | - Ukraina – Natalia Sitnikova              |
| Miss Talent         | - Bahamas – Sharie Delva                   |
| Top Model           | - Slovenia – Suzana Matic                  |

## Thí sinh tham gia
Cuộc thi có tổng cộng 70 thí sinh tham gia:
| Quốc gia/Vùng lãnh thổ | Thí sinh                     | Tuổi | Quê quán      |
| ---------------------- | ---------------------------- | ---- | ------------- |
| Albania                | Megi Duro                    | 18   | Tirana        |
| Bahamas                | Sharie Delva                 | 25   | Freeport      |
| Belarus                | Liudmila Yakimovich          | 24   | Grodno        |
| Bỉ                     | Sanne Laenen                 | 18   | Geel          |
| Bolivia                | Beatriz Olmos                | 23   | Cochabamba    |
| Bonaire                | Ana Gisel Maciel             | 18   | Kralendijk    |
| Brasil                 | Suymara Barreto Parreira     | 26   | Anápolis      |
| Bulgaria               | Elena Yordanova Markova      | 26   | Sofia         |
| Canada                 | Ailey Komeychuk              | 19   | Toronto       |
| Colombia               | Tania Zuluaga Candamil       | 21   | Pereira       |
| Croatia                | Lara Toplek                  | 20   | Beograd       |
| Curaçao                | Melissa van de Laar          | 19   | Willemstad    |
| Cộng hòa Séc           | Aneta Grabcová               | 19   | Hodonín       |
| Đan Mạch               | Monika Kristensen            | 20   | Copenhagen    |
| Cộng hòa Dominica      | Sofinel Baez Santos          | 21   | Nagua         |
| Ecuador                | Leslie Ayala                 | 23   | Guayaquil     |
| Ai Cập                 | Jamilla Idirs                | 18   | Cairo         |
| El Salvador            | Mónica Avelar                | 19   | San Salvador  |
| Anh                    | Hannah Owens                 | 21   | Bristol       |
| Guinea Xích Đạo        | Nerre Priscila Barila Buale  | 19   | Malabo        |
| Estonia                | Doris Daniel                 | 17   | Tallinn       |
| Ethiopia               | Aman Taye Lemma              | 22   | Addis Ababa   |
| Phần Lan               | Pia Orava                    | 18   | Helsinki      |
| Pháp                   | Analisa Kebaili              | 19   | Marseilles    |
| Polynésie thuộc Pháp   | Mihilani Teixeira            | 20   | Papeete       |
| Gruzia                 | Nino Mikadze                 | 20   | Tbilisi       |
| Hy Lạp                 | Sofie Aronis                 | 20   | Athens        |
| Honduras               | Marla Escobar                | 19   | La Ceiba      |
| Hồng Kông              | Elain Ng                     | 22   | Hồng Kông     |
| Hungary                | Agnes Konkoly                | 24   | Budapest      |
| Iceland                | Gudrun Runarsdottir          | 20   | Reykjavik     |
| Ấn Độ                  | Michelle Almeida             | 22   | Mumbai        |
| Israel                 | Yael Markovich               | 21   | Haifa         |
| Kosovo                 | Edra Mjeshtri                | 18   | Pristina      |
| Latvia                 | Eva Caune                    | 23   | Riga          |
| Liban                  | Daniella Rahme               | 20   | Beirut        |
| Litva                  | Deimante Bubelyte            | 21   | Kaunas        |
| Cộng hoà Macedonia     | Kristina Kochova             | 21   | Skopje        |
| Moldova                | Tamara Curca                 | 19   | Chisinau      |
| Namibia                | Susanna Maria Van Zyl        | 25   | Windhoek      |
| Hà Lan                 | Roline Hund                  | 21   | Amsterdam     |
| New Zealand            | Katrina Turner               | 21   | Auckland      |
| Nigeria                | Belema Julius Afiesimama     | 23   | Abuja         |
| Bắc Ireland            | Joanna Alexis Spyrou         | 21   | Belfast       |
| Panama                 | Lidia Elena McNulty Espino   | 21   | Los Santos    |
| Perú                   | Jessica Shialer Tejada       | 22   | Cangallo      |
| Philippines            | Lourenz Grace Remetillo      | 23   | Iligan        |
| Ba Lan                 | Monika Lewczuk               | 23   | Płock         |
| Bồ Đào Nha             | Tania Filipa Rodrigues Costa | 22   | Lisbon        |
| Puerto Rico            | Valery Vélez Cuevas          | 20   | Cataño        |
| România                | Denisia Parlea               | 21   | Targu-Mures   |
| Nga                    | Ekaterina Shushakova         | 20   | Kazan         |
| Rwanda                 | Yvonne Uwamahoro             | 26   | Kigali        |
| Serbia                 | Kristina Markovic            | 21   | Belgrade      |
| Singapore              | Anusha Rajaseharan           | 22   | Singapore     |
| Slovakia               | Michaela Gašparovičová       | 19   | Bratislava    |
| Slovenia               | Suzana Matic                 | 19   | Domzale       |
| Nam Phi                | Dhesha Jeram                 | 23   | Cape Town     |
| Suriname               | Sharifa Henar                | 26   | Paramaribo    |
| Thụy Điển              | Sara Weidenblad              | 23   | Stockholm     |
| Thái Lan               | Panika Vorraboonsiri         | 24   | Bangkok       |
| Togo                   | Rosalina Nadine Christiansen | 18   | Lome          |
| Thổ Nhĩ Kỳ             | Hilal Uzun                   | 18   | Ankara        |
| Ukraina                | Natalia Sitnikova            | 22   | Kiev          |
| Hoa Kỳ                 | Krystelle Khoury             | 19   | Los Angeles   |
| Quần đảo Virgin (Mỹ)   | Carolyn Whitney Carter       | 21   | Christiansted |
| Venezuela              | Andrea Destongue             | 24   | Barquisimeto  |
| Việt Nam               | Daniela Nguyễn Thu Mây       | 22   | Hà Nội        |
| Wales                  | Rachelle Peréz               | 22   | Cardiff       |
| Zimbabwe               | Hildah Mabu                  | 19   | Harare        |

## Chú ý

### Lần đầu tham gia
- Bosna và Hercegovina
- Belize
- Gabon
- Cuba
- Montenegro
- Na Uy

### Trở lại
- Lần cuối tham gia vào năm 2009:
  -  Bắc Ireland
  -  Việt Nam

### Bỏ cuộc
- Algeria
- Belize
- Đức
- Macau
- México
- Scotland
- Tây Ban Nha

### Bị thay thế
- Anh - Emily O'Brien
- Estonia - Maria-Luiza Roskova
- Ấn Độ - Sakshi Bindra
- Kosovo - Jonida Bojaxhiu
- Venezuela - Angela Ruiz

## Các thí sinh tham dự cuộc thi sắc đẹp quốc tế khác
- Thí sinh từng tham dự Miss Globe International 2009:
  -  Ba Lan - Monika Lewczuk (Á hậu 1)
- Thí sinh từng tham dự Hoa hậu Quốc tế 2009:
  -  Hà Lan - Rolune Hund
- Thí sinh từng tham dự Hoa hậu Thế giới 2009:
  -  Iceland - Gudrun Runarsdottir
- Thí sinh từng tham dự Hoa hậu Hữu nghị 2010:
  -  Hà Lan - Rolune Hund
- Thí sinh từng tham dự Hoa hậu Người mẫu thế giới 2010:
  -  Thái Lan - Panika Vorraboonsiri
- Thí sinh từng tham dự Siêu mẫu thế giới 2010:
  -  Ấn Độ - Michelle Almeida
- Thí sinh từng tham dự Hoa hậu Thế giới 2010:
  -  Belarus - Liudmila Yakimovich
  -  Polynésie thuộc Pháp - Mihilani Teixeira (Top 25)
  -  Singapore - Anusha Rajaseharan
  -  Quần đảo Virgin (Mỹ) - Carolyn Whitney Carter
- Thí sinh từng tham dự Hoa hậu Quốc tế 2010:
  -  Cộng hòa Dominica - Sofinel Baez
  -  Liban - Daniella Rahme
- Thí sinh từng tham dự Reina Hispanoamericana 2010:
  -  Brasil - Suymara Barreto (Á hậu 2)
- Thí sinh từng tham dự Miss All Nations 2010:
  -  Thụy Điển - Sara Weidenblad (Top 9)
- Thí sinh từng tham dự Reinado Internacional del Café 2011:
  -  Cộng hòa Dominica - Sofinel Baez (Chiến thắng)